# Praelongicera palaestinella
Praelongicera palaestinella is een vlinder uit de familie echte motten (Tineidae). De wetenschappelijke naam van deze soort is voor het eerst geldig gepubliceerd in 1956 door Amsel.
De soort komt voor in tropisch Afrika.